# Raw Fury
Raw Fury è un'azienda svedese produttrice di videogiochi indipendenti. È stata fondata nel 2015 da Gordon Van Dyke. Nel 2021 la maggior parte di Raw Fury è stata rilevata dalla private equity Altor.